# Emil Bretschneider

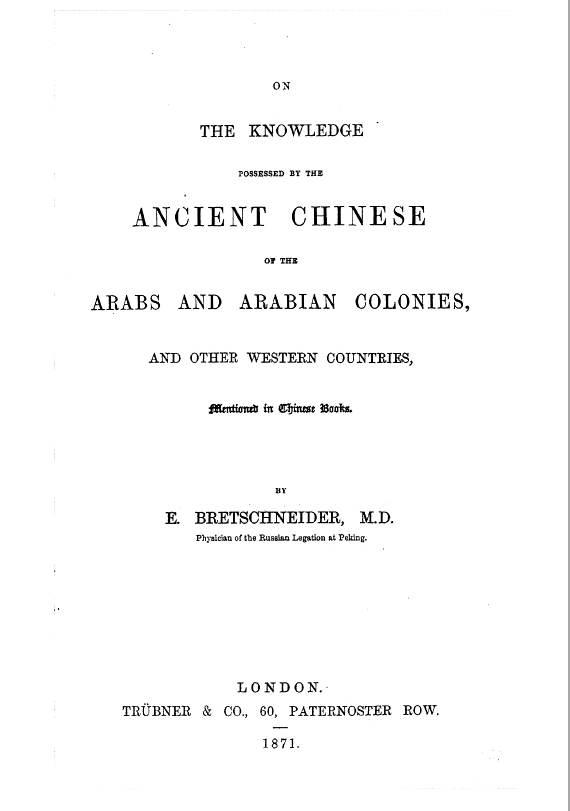
Título del libro de Breitschneider de 1871

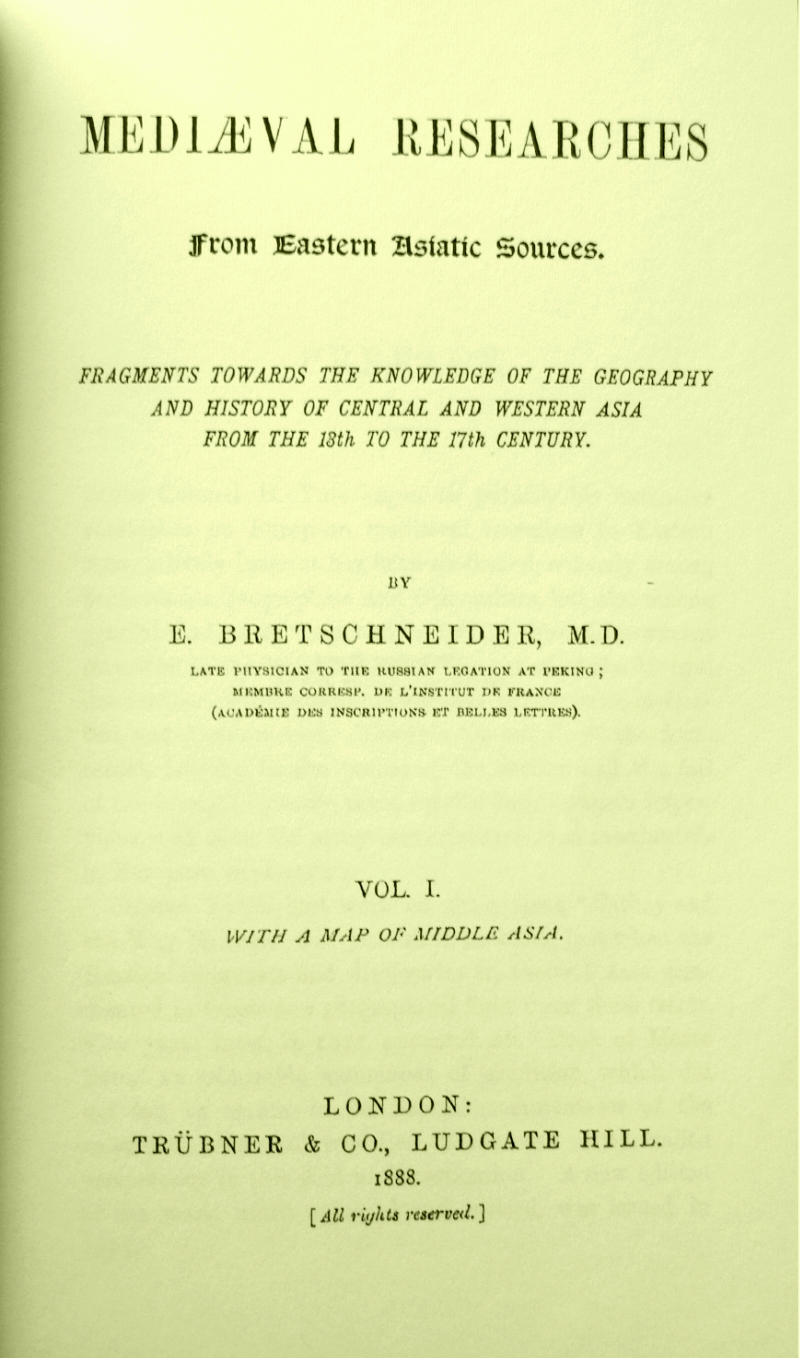
Estudios Medievales
de E.Bretschneider,M.D
Médico de la Legación Rusa en Pekín
Miembro Corresponsal de la Académie des inscriptions et belles-Lettres (AIBL)

Emil Bretschneider (4 de julio (OS 22 de junio) 1833 en Bankaushof (ahora Benkavas muiža, Municipio de Saldus, Letonia) - 12 de mayo (OS 29 de abril) de 1901 en San Petersburgo) fue un sinólogo de los Alemanes del Báltico y miembro corresponsal de Académie des inscriptions et belles-Lettres (AIBL). Trabajó en el Imperio Ruso. Se graduó en la escuela de medicina de la Universidad de Dorpat en Dorpat, Estonia, y fue enviado por primera vez como médico por la legación rusa a Teherán (1862-1865). De 1866 a 1883 fue destinado como médico a la legación rusa para Pekín.

## Descripción
En 1866 la publicación del libro titulado "Cathay and the Way Thither" por el orientalista Henry Yule despertó el interés de Bretschneider por la sinología. Sin embargo, advirtió que el extenso material contenido en libros chinos era infrautilizado por los sinólogos occidentales debido a que muchos de ellos no leían chino, y cuando citaban material chino, se basaban en fuentes de segunda mano. Emil Bretschneider mientras estaba en Pekín, se hizo amigo del Archimandrita Paladio Kafarov de la Iglesia Ortodoxa Rusa de Misión a Pekín, un famoso sinólogo por derecho propio; Bretschneider también aprovechó la excelente biblioteca de la Misión Ecclestic rusa con una amplia colección de libros chinos en la historia, la geografía y la botánica, comenzó su propia investigación de primera mano en la antigua literatura china, especialmente en botánica y geografía.
En 1870 publicó su primer artículo en sinología: "Fu Sang-- Quién descubrió América?", seguido de la publicación en Londres de "On the Knowledge Possessed by the Chinese of the Arabs and Arabian Colonies Mentioned in Chinese Books".
En 1875 publicó el artículo "Notas sobre los viajeros medievales chinos a Occidente" en Shanghái. En 1881 publicó "Investigaciones europeas tempranas en la flora de China" (Americana Presbiteriana Misión Press, Shanghái), un tema a menudo ignorado por contemporánea sinólogos debido a la falta de formación en botánica. Bretschneider fue un pionero en este campo.
En 1888 se publicó "Mediaeval Researches from Eastern Asiatic Sources", Trubner Oriental Series, London; este libro incluye su traducción al inglés de tres obras chinas importantes sobre la historia y la geografía de Asia central, es decir, llegar a Occidente por Yelü Chucai, principal asesor de Genghis Khan; "Viaje a Occidente por el monje taoísta Kiu Chang Chun" y "Las Peregrinaciones de Ye-Lu Hi-Liang" (el nieto de Yelu Chucai), traducido del "Anuanio de la dinastía de Yuan.
Fue miembro correspondiente de la Academia Francesa.

## Trabajo en botánica
Bretschneider era menos conocido como botánico, tenía su propio herbario en las montañas cercanas de Pekín. Comenzando a partir de 1880, Bretschneider enviadaba especímenes secos al Real Jardín Botánico de Kew.
Entre los libros que publicó en el campo de la botánica están: "On the Study and Value of Chinese Botanical Works" (1870); "Las primeras investigaciones europeas en la flora de China" (1881); "Botanicum Sinicum" (1882); y su gran "Historia de Estudios Europeos botánicos en China" (1898).
La especie vegetal Bretschneidera sinensis fue nombrada en honor de Bretschneider.

## Trabajos
- Notes on Chinese Mediaeval Travellers to the West
  - Eine vollständige Liste findet sich bei Hartmut Walravens: Emil Bretschneider – russischer Gesandtschaftsarzt, Geograph und Erforscher der chinesischen Botanik: eine Bibliographie, Hamburg, Bell 1983, Han-pao tung-Ya shu-chi mu-lu ; 22. ISBN 3-923308-25-6

- History of European botanical discoveries in China, 1898, (Nachdruck: Leipzig, Zentral-Antiquariat der DDR 1962)
- Botanicon Sinicum. Notes on Chinese Botany from Native and Western Sources. 3 v. Londres, Trübner 1882/1892/1893 (Nachdruck aller Bände in Shanghai 1895)
  - Part 1 Notes on Chinese Botany from Native and Western Sources, 1882
  - Part 2 The Botany of the Chinese Classics : With Annotations, Appendix and Index, con Ernst Faber, 1892
  - Part 3 Botanical investigations into the materia medica of the ancient Chinese, 1895
- Mediaeval researches from Eastern Asiatic Sources : fragments towards the knowledge of the geography and history of Central and Western Asia from the 13th to the 17th century, London, Trübner's Oriental Series 1888 (2 v.) (Nachdruck: Frankfurt a.M. : Institute for the Hist. of Arabic-Islamic Science at the J.W. Goethe Universität 1996) (en línea 1, 2)
- Recherches archéologiques et historiques sur Pékin et ses environs, Paris, Leroux 1879 (Publications de l'école des langues orientales vivantes ; Série 1, 12)
- History of European Botanical Discoveries in China, London, Sampson Low, Marston 1898, 2 v. (Nachdruck Leipzig, Zentral-Antiquariat 1981)
- Map of China and the surrounding regions. 2ª ed. Kelly & Walsh, 1900 (Online)
- Die Pekinger Ebene und das benachbarte Gebirgsland, Gotha, Perthes 1876 (Petermann's Geographische Mittheilungen. Ergänzungsheft N° 46) (en línea Archivado el 27 de diciembre de 2015 en Wayback Machine.)
- Fu-Sang, or who discovered America, Pekín 1870
- Ta-Ts'in Kuo, S.-A., Pekín 1870
- Notes on Chinese medieval travellers to the West, Shanghái 1875
- Notices of the medieval geography and history of Central and Western Asia, London 1876
- Early European researches into the flora of China, Shanghái: American Presbyterian Mission Press 1881
- On the knowledge possessed by the ancient Chinese on the Arabs, London 1871

## Honores

### Eponimia
- (Begoniaceae) Begonia bretschneideriana Hemsl. & Irmsch.[5]

- (Cornaceae) Swida bretschneideri (L.Henry) Soják[6]

- (Dipsacaceae) Pterocephalodes bretschneideri (Batalin) V.Mayer & Ehrend.[7]

- (Oleaceae) Syringa bretschneideri Hort. Lemoin. ex Wittm.[8]
- La abreviatura «Bretschn.» se emplea para indicar a Emil Bretschneider como autoridad en la descripción y clasificación científica de los vegetales.[9]